# 万丈梓
万丈 梓（ばんじょう あずさ）は、日本の漫画家。兵庫県出身。

## 来歴
小学2年生ではじめて父に「なかよし」を買ってもらったことがきっかけで漫画家を目指す。2015年、『変則系クアドラングル』でデビュー。2019年にTwitter（現在はX）に投稿した漫画『幼馴染（♂）を女の子にしてしまった話』が話題となり、2020年2月21日から『恋する(おとめ)の作り方』に改題して『comic POOL』で連載が開始した。同作は2020年、「WEBマンガ総選挙2020」で7位に、2024年、「第7回アニメ化してほしいマンガランキング」で4位に入賞した。

## 作品リスト

### 連載
- 変則系クアドラングル（『COMICメテオ』2015年4月15日[7] - 2017年3月[8]）
- 名前のない怪物 蜘蛛と少女と猟奇殺人 第1部（原作：黒木京也、『LINEマンガ』2018年 - 2019年[8]）
- 恋する(おとめ)の作り方（『comic POOL』2020年2月21日 - 連載中）

### 読み切り
- 不機嫌なTrap（『うぶ恋BLアンソロジー』1巻、2021年[9]）
- ファーストアンドラスト（『うぶ恋BLアンソロジー』2巻、2021年）
- 男子校の姫と騎士（『＃BがLする4ページアンソロジー 〜好きがあふれて止まらない！〜』2022年）

### 書籍
- 『変則系クアドラングル』、ほるぷ出版〈メテオCOMICS〉2015年 - 2017年、全5巻
  1. 2015年10月10日発売[10]、ISBN 978-4-593-85815-6
  2. 2015年10月10日発売[10]、ISBN 978-4-593-85817-0
  3. 2016年2月12日発売[11]、ISBN 978-4-593-85829-3
  4. 2016年7月12日発売[12]、ISBN 978-4-593-85837-8
  5. 2017年3月11日発売[13]、ISBN 978-4-593-85857-6
- 『名前のない怪物 蜘蛛と少女と猟奇殺人』、原作：黒木京也、宝島社〈このマンガがすごい！Comics〉2018年 - 、既刊1巻 - 第1部
  1. 2018年9月15日発売[14]、ISBN 978-4-8002-8725-0

  - （新装版）LINE Digital Frontier〈LINEコミックス〉2020年、全3巻
    1. 2020年1月15日発売[15]、ISBN 978-4-86697-016-5
    2. 2020年1月15日発売[15]、ISBN 978-4-86697-017-2
    3. 2020年4月15日発売、ISBN 978-4-86697-035-6
- 『恋する(おとめ)の作り方』、一迅社〈comic POOL〉2020年 - 刊行中、既刊10巻（2025年6月3日現在）